# Typ 81 Tan-SAM

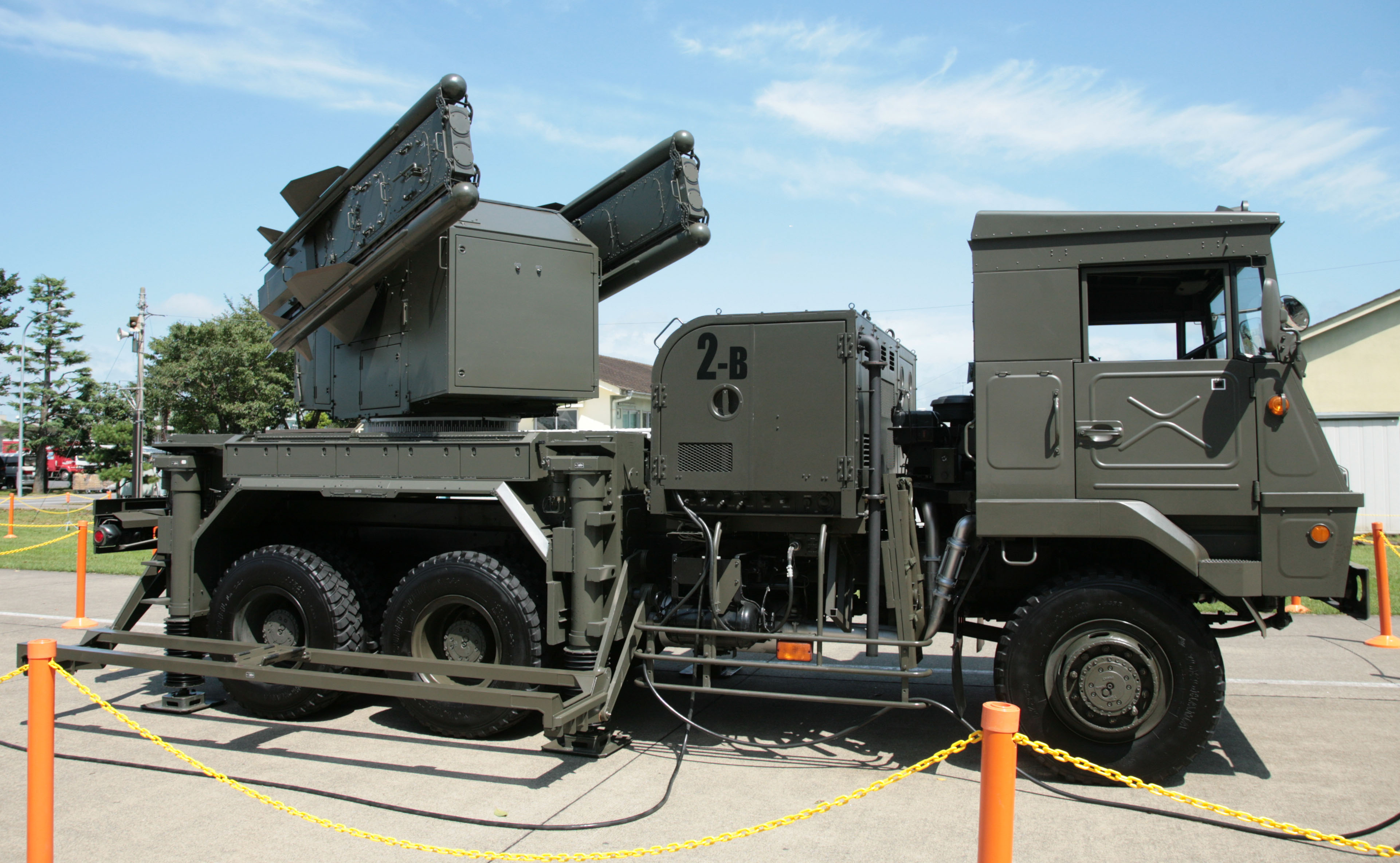
Starter mit vier Lenkwaffen

Das Typ 81 Tan-SAM (japanisch 81式短距離地対空誘導弾 81-shiki tankyori chitaikū yūdōdan, deutsch ‚Kurzstrecken-Boden-Luft-Rakete Typ 81‘) ist ein im Dienst befindliches Flugabwehrraketensystem der japanischen Bodenselbstverteidigungsstreitkräfte (JGSDF).

## Geschichte

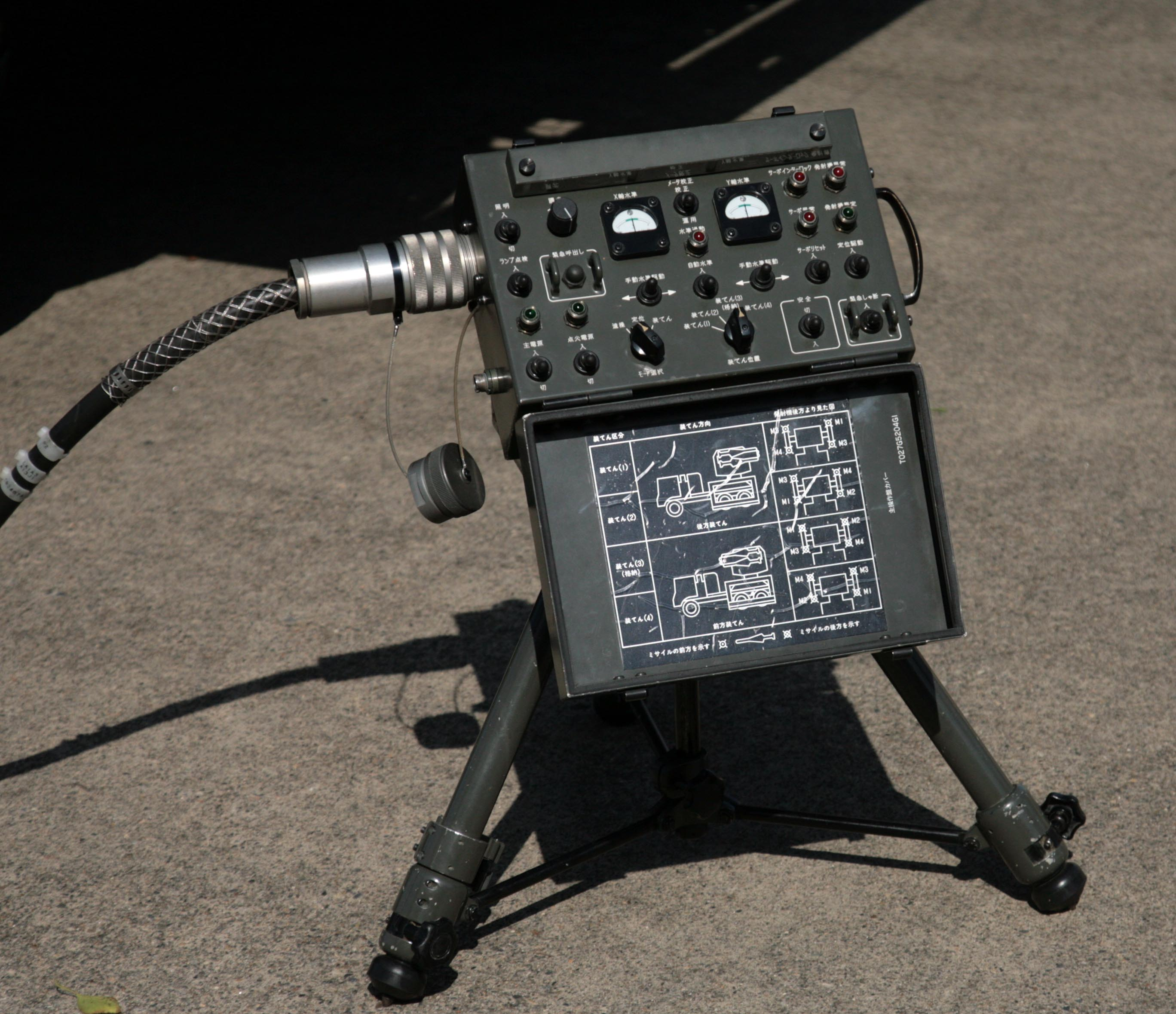
Konsole zum Steuern des Nachladevorgangs

Das System wurde von Toshiba ab 1966 als Ersatz für die M51 Skysweeper und die 37-mm-Flugabwehrgeschütze M1 entwickelt. Es sollte die Fähigkeitslücke zwischen der FIM-92 Stinger und dem größeren MIM-23 HAWK schließen, die damals in Japan verwendet wurden. Die ersten Teststarts fanden 1978 statt, die Verträge wurden 1980 unterzeichnet. Da es 1981 in Dienst gestellt wurde, wird es als Typ 81 bezeichnet, damals SAM-1.
1987 wurden kleine Verbesserungen vorgenommen, das System wurde daraufhin als SAM-1B bezeichnet. Ab 1989 wurde an einer weiteren Verbesserung gearbeitet, die schließlich SAM-1C (oder auch Tan-SAM kai) genannt wurde und ab 1996 in Dienst gestellt wurde. Nach 2005 soll eine weitere Kampfwertsteigerung Tan-SAM kai II angelaufen sein.
Im Moment (2009) sind 57 Feuereinheiten bei der JGSDF, 30 bei der JASDF und 6 bei der JMSDF im Dienst. Etwa 1.800 Lenkwaffen wurden hergestellt.

## Technik

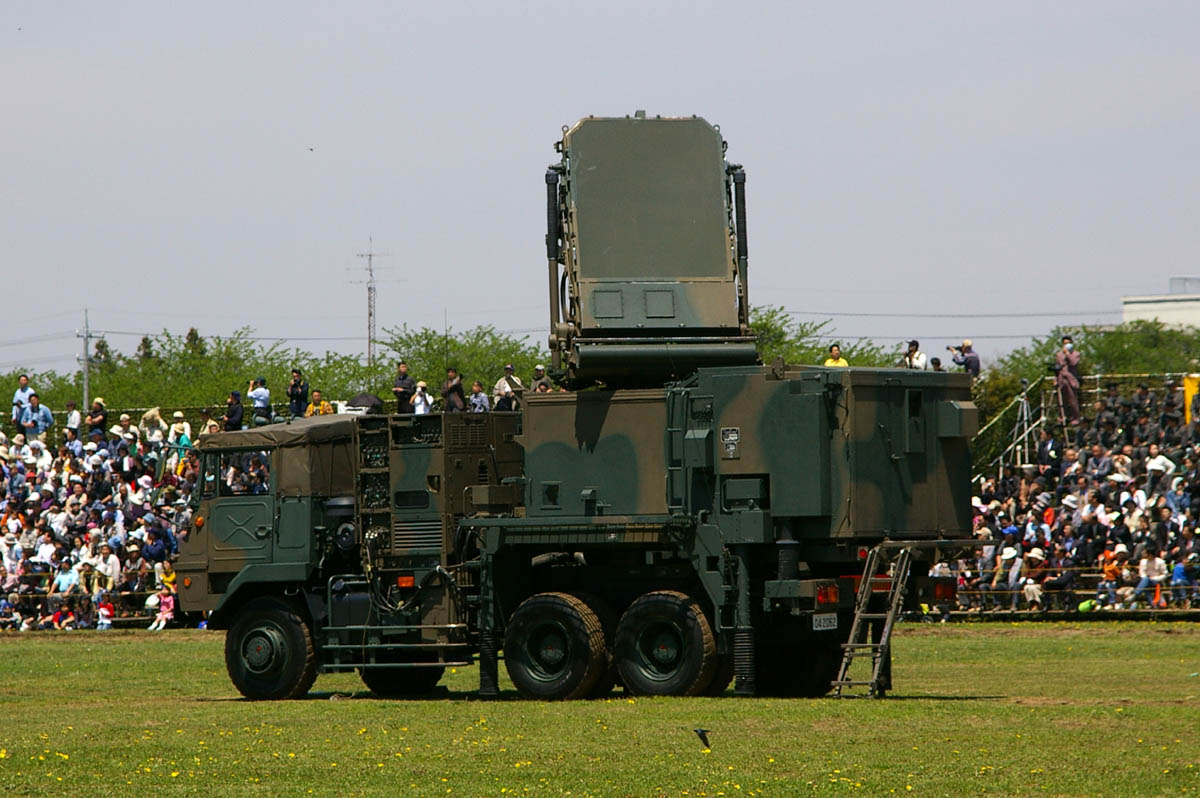
LKW mit Feuerleitradar

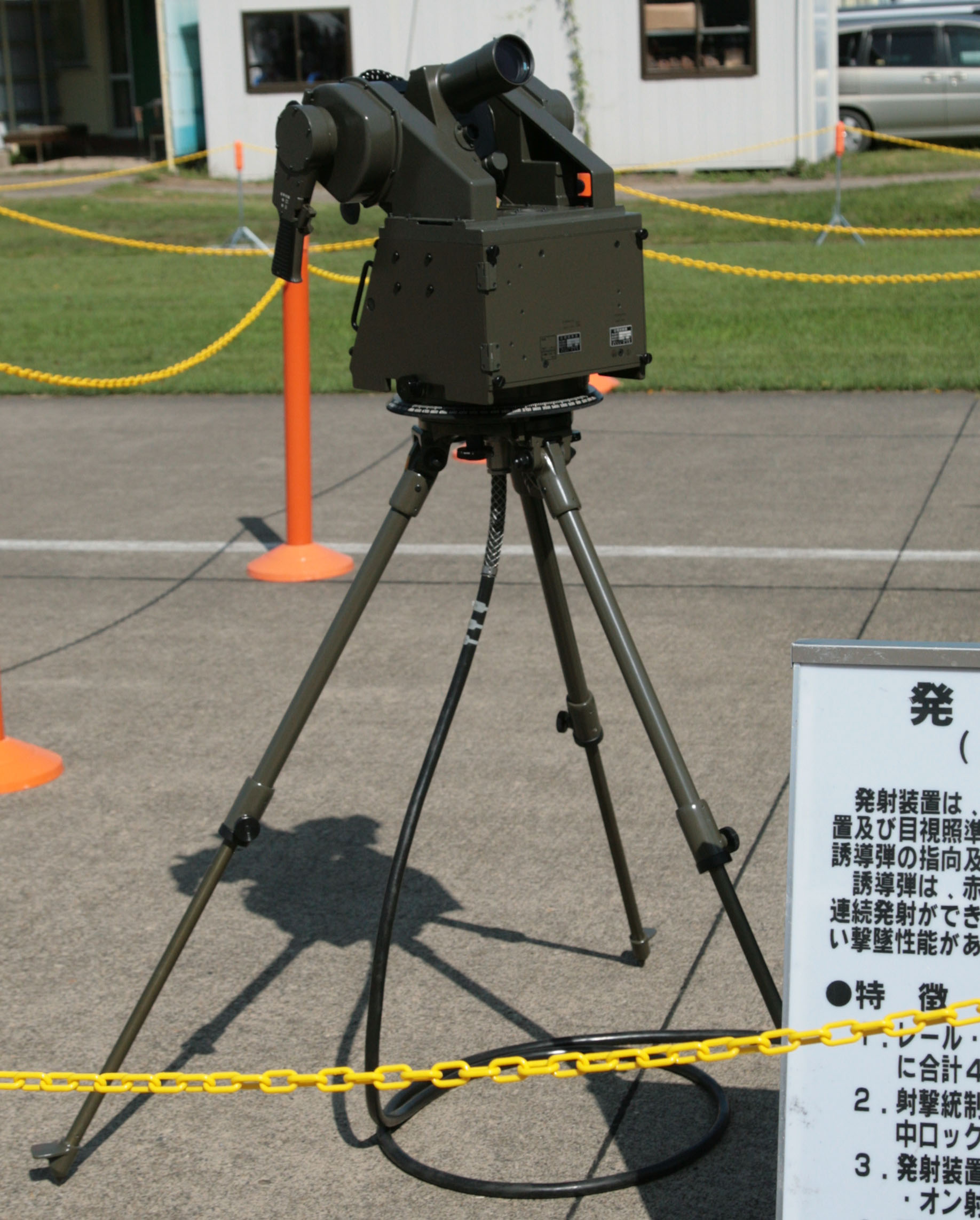
Optischer Zielzuweiser

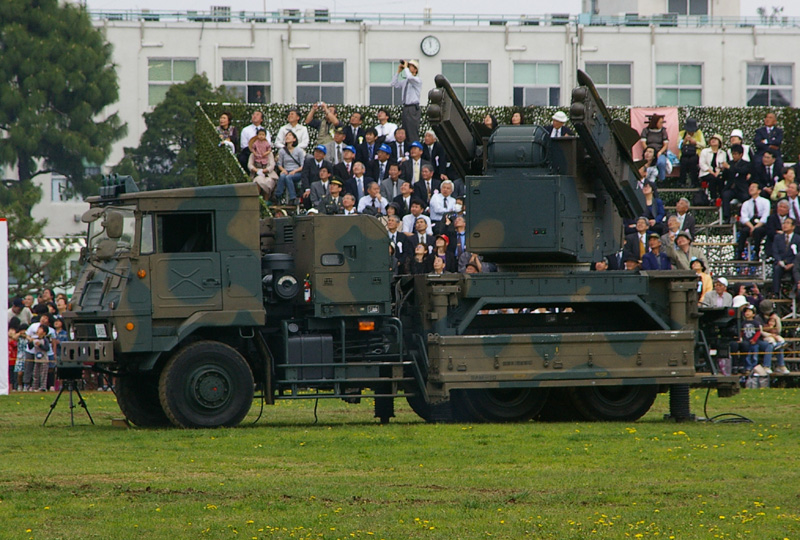
Feuerbereiter Starter

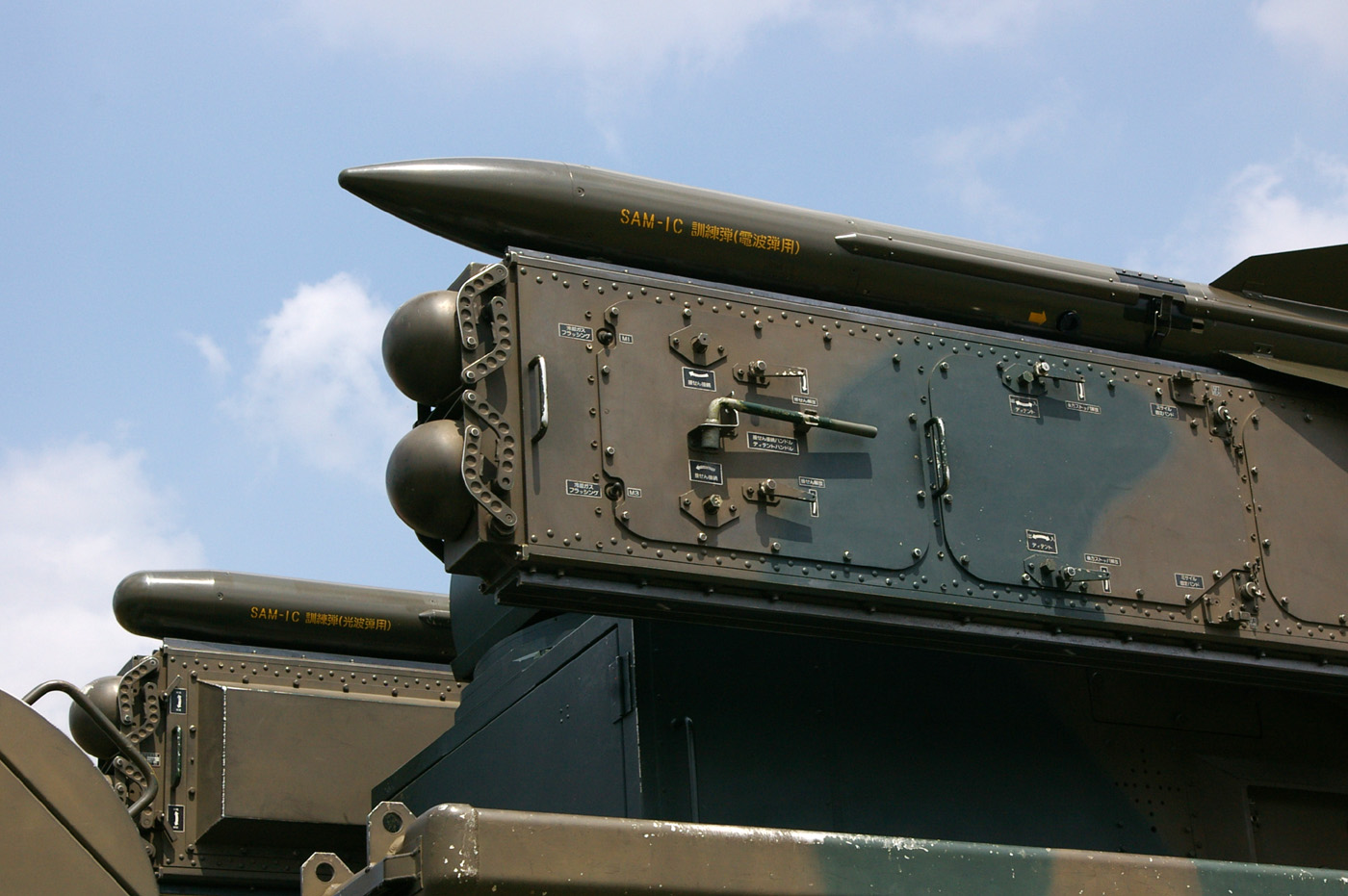
Lenkwaffen der C-Version, links infrarot, rechts Radar

### Überblick
Eine Feuerstellung besteht aus einem LKW mit dem Fire Control System, zwei Starterlastern und einer Anzahl an Versorgungslastern mit einer gesamten Personenstärke von 15. Die Lastkraftwagen sind 6×6-Fahrzeuge von Isuzu, bei Bedarf können sie mit Sumitomo-M2-Maschinengewehren zur Selbstverteidigung ausgerüstet werden. Das System kann in 30 Minuten einsatzbereit gemacht werden, die Nachladezeit für einen Werfer liegt bei unter drei Minuten, der Vorgang läuft halbautomatisch ab.

### Feuerleitung
Das Fire-Control-System-Fahrzeug ist mit einem 30-kW-Generator hinter der Fahrerkabine und einem rechteckigen 3D-Puls-Doppler-Phased-array-Radar ausgestattet, das auch über IFF-Fähigkeiten verfügt. Das Radar wird sowohl elektronisch als auch mechanisch geschwenkt. Innerhalb des 110°-Suchbereiches kann es bis zu sechs Ziele gleichzeitig verfolgen. Im aufgeschalteten Modus können zwei Ziele gleichzeitig verfolgt werden, die Trefferwahrscheinlichkeit wird dem Schützen aus dem CRT-Display angezeigt. Die Radarreichweite beträgt etwa 30 km, ab der Version SAM-1C können zwei Ziele gleichzeitig bekämpft werden.
Für den Einsatz bei starker elektromagnetischer Störstrahlung oder wenn das Radar nicht eingesetzt werden kann, steht noch ein optischer Zielzuweiser zur Verfügung.

### Starterfahrzeuge
Die Informationen über die aufgeschalteten Ziele werden an die Starterlaster weitergegeben, die daraufhin ihre Werfer auf die Ziele ausrichten. Die Werferfahrzeuge können dabei bis zu 300 Meter vom FCS entfernt sein und sind mit je vier Lenkwaffen bestückt. Wenn der Schütze im FCS-Fahrzeug den Startbefehl gibt, wird ein Abfangkurs in die Rakete programmiert und diese abgefeuert. Die Lenkwaffe fliegt daraufhin mit ihrem Trägheitsnavigationssystem den Abfangpunkt an und aktiviert dort ihren Sucher. Der Sucher arbeitet im Infrarotbereich, sucht das Ziel und schaltet es auf. Die Rakete lenkt sich nun selbst ins Ziel.

### Lenkwaffen
SAM-1B:
- Gewicht: 100 kg
- Länge: 2,70 m
- Durchmesser: 160 mm
- Spannweite: 600 mm
- Gefechtskopf: 9,2-kg-Splittergefechtskopf
- Zündung: Kontakt und Radarnäherungszündung
- Triebwerk: Feststoffrakete von Nissan
- Reichweite: bis zu 10 km
- Flughöhe: bis zu 3.000 m
- Geschwindigkeit: Mach 2,4
- Zielsuche: INS+Infrarot

Der ursprüngliche Infrarotsucher verwendete keine Filter oder Bildverarbeitung, so dass er von Flares leicht getäuscht werden konnte. Das SAM-1C-Upgrade verwendet Lenkwaffen mit neuem aktiven Phased-array-Radarsucher, welche auch während des Fluges über einen Datenlink vom FCS mit Bahndaten des Ziels versorgt werden. Die infrarotgelenkten Raketen wurden ebenfalls modernisiert. Der Feuerleitlaster wurde zusätzlich mit einem Wärmebildgerät ausgerüstet.
SAM-1C:
- Gewicht: 105 kg
- Länge: 2,70 m (IR) / 2,85 m (RF)
- Durchmesser: 160 mm
- Spannweite: 600 mm
- Gefechtskopf: 9,2-kg-Splittergefechtskopf
- Zündung: Kontakt und Radar-/Lasernäherungszündung
- Triebwerk: raucharmer Feststoffmotor von Nissan
- Reichweite: bis zu 14 km
- Flughöhe: N/A
- Geschwindigkeit: Mach 2,4 (Boostphase ~5,5 Sekunden)
- Zielsuche: INS+Datenupdates+Infrarot/Radar